# Khasar
Khasar (ook Kasar en andere varianten, soms Jöchi Khasar) (11??-12??), was de volle broer van Genghis Khan. Hij was de zoon van Yesükhei en Hoelun. Samen met zijn oudere broer, toen nog Temujin geheten, vermoordde hij hun beider halfbroer Begter, die met Temujin had geruzied om een jachtbuit en bovendien avances maakte met de moeder van Temujin en Khasar, die niet zijn moeder was. Hieraan hield hij de bijnaam Khabutu Khasar (Khasar de schutter) over.
Door het toepassen van jachttechnieken werd Begter van twee kanten beslopen en door Khasar van voren en Temujin van achter onder schot genomen, zodat hij nergens heen kon. Terwijl Begter zijn broers probeerde te overtuigen van het feit dat hij niet vermoord moest worden, omdat dat de familie vogelvrij zou maken, werd hij van twee kanten met pijlen doorboord. Zijn lijk werd achtergelaten om te rotten en totdat het gebeente verdwenen was, kwam niemand meer op die berg.

## Territorium en afstammelingen
Khasar was een leider van de linkervleugel van het leger van Genghis Khan en deelde deze positie met zijn broers Khachiun en Temüge Odchigin. Deze linkervleugel breidde zich uit vanaf het oosten van Mongolië, maar veroverde lang niet zo veel als de rechtervleugel die geleid werd door Jochi, Chagatai, Ögedei en Tolui. Khasars grondgebied was betrekkelijk klein: de gebieden in het zuidoosten van Mongolië. Hij veroverde samen met de andere militaire leiders nog wel gebied in China, zodat prinsen die van Khasar afstamden nog twee extra gebieden hadden, in Shangdong en Jiangxi. 
Tijdens de opstand van Ariq Boke namen de afstammelingen van Khasar deel aan de strijd in het leger van Koeblai Khan. Ze hadden enige gebieden in China en verkreeg enige titels ten tijde van de Yuan-dynastie. Later, tijdens de opkomst van wat later de Qing-dynastie zou worden, trouwden de afstammelingen van Khasar met de Qing, zodat ze ook tijdens die periode van de geschiedenis van China nog veel macht behielden.